# 青洲 (斬竹灣)
青洲（英語：Ching Chau），是香港的一個島嶼，地區行政上屬於西貢區。位於西貢市對開海面，斬竹灣以西，牙鷹洲以東。
青洲上並沒有居民居住。